# Johnny Rod
Johnny Rod, vero nome John Tumminello (8 dicembre 1957), è un bassista statunitense che suona nei King Kobra dal 1984, e ha militato negli W.A.S.P., con cui rimase dal 1986 al 1993.
Egli lasciò il music business per seguire la carriera di paramedico a Pittsburgh, Pennsylvania. Johnny Rod vive a House Springs, Missouri, nei pressi di St. Louis. Ha una figlia in Pennsylvania e un figlio in Missouri. Dal 2010 è rientrato a far parte dei King Kobra.

## Discografia

### Con i King Kobra

#### In Studio
- Ready to Strike (1985)
- Thrill of a Lifetime (1986)
- King Kobra III (1988) [solo come corista]
- King Kobra (2011)
- King Kobra II (2013)

#### Raccolte
- The Lost Years (1999)
- Hollywood Trash (2001)
- Number One (2005)

### Con gli W.A.S.P.
- Inside the Electric Circus (1986)
- The Headless Children (1989)

#### Live
- Live...In the Raw (1987)

#### Raccolte
- First Blood Last Cuts (1993)
- The Best of the Best: 1984-2000, Vol. 1 (2000)
- The Best of the Best (2007)

### Altri album
- Geronimo! - All The Best Fuckin' Shit (2003)